# 八千代市立郷土博物館
八千代市立郷土博物館（やちよしりつきょうどはくぶつかん）は、千葉県八千代市村上にある市立歴史博物館。

## 概要
同市村上1170番にある。「新川流域の自然と人々とのかかわりの変遷」をテーマとしており、利根川東遷事業の影響で江戸時代に新たに人工的に造られた新川と地域の関わりのほか、市内で発見された遺跡出土品や、古文書・民具などを収集し、現代から過去へとさかのぼる「倒叙法」式で展示している。入館料は無料で、毎週月曜日と年末年始を除く9時から16時30分まで開館している。
2020年（令和2年）、八千代周辺の治水の展示では、1843年（天保14年）に印旛沼に出現したと言う印旛沼の怪獣（印旛沼出現怪獣・印旛沼堀割筋出現怪獣）を文献に基づいて復元した模型が造られ展示された。

## 参考資料
- “10月報道資料・令和2年度第1回企画展「水に挑む―古川から新川へ―」を開催” (PDF). 八千代市役所 (2020年10月3日). 2022年2月2日閲覧。